# قانون الألفية للملكية الرقمية
قانون الألفية للملكية الرقميَّة (بالإنجليزية: The Digital Millennium Copyright Act، واختصارًا: DMCA) هو قانون أمريكيّ يختص بحقوق التأليف والنشر يعود تاريخ نفاذه إلى عام 1998. يُطبِّق القانون معاهدتيّ المنظَّمة العالميَّة للملكية الفكريَّة الصادرتين عام 1996 حيث يُجرِّم إنتاج ونشر التقانة أو الأجهزة أو الخدمات الرامية إلى التحايل على الإجراءات التي تتحكم بالوصول إلى الأعمال المحميَّة بحقوق التأليف والنشر (يشيع الإشارة إليها بإدارة الحقوق الرقميَّة). كما يُجرِّم فعل التحايل على أدوات وسبل التحكم بالوصول سواء أكان هناك انتهاك حقيقيّ لحقوق التأليف والنشر أم لا. وعلاوة على ذلك، يشدِّد قانون الألفية للملكية الرقميَّة من عقوبات انتهاك حقوق التأليف والنشر على الإنترنت. أقرَّ مجلس الشيوخ الأمريكي القانون بالإجماع بتاريخ 12 أكتوبر عام 1998 ليدخل بعدها حيز التنفيذ بعد توقيع الرئيس بيل كلينتون عليه بتاريخ 28 أكتوبر عام 1998. عدَّل القانون من الفصل السابع عشر من قانون الولايات المتَّحدة حتى يوسِّع من ما تحميه حقوق التأليف مع حدِّه من المسؤولية التي يتحمّلها مزودي خدمات الإنترنت عند مخالفة أحد مستخدمي خدماتهم لحقوق التأليف والنشر.
كان الأمر الجديد الذي جاء به هذا القانون في مجال حقوق التأليف النشر هو استثناءه مزودي خدمات الإنترنت وغيرهم من الوسطاء من تحمل المسؤولية القانونيَّة المباشرة أو غير المباشرة عند حدوث خرق من أحد مستخدمي خدماتهم. اعتمد الاتِّحاد الأوروبيّ هذا المبدأ من خلال إصداره للتوجيه الخاص بالتجارة الإلكترونيَّة عام 2000. طبَّق التوجيه الخاص بمجتمع المعلومات الصادر عن الاتِّحاد الأوروبيّ عام 2001 معاهدة حقوق التأليف والنشر لعام 1996 الصادرة عن المنظَّمة العالميَّة للملكية الفكريَّة.

## الأحكام

### الفصل الأول: قانون تطبيق معاهدتا المنظَمة العالميَة للملكية الفكريَّة الخاصة بحقوق النشر والتأليف والأداءات والتسجيلات الصوتية
يقع الفصل الأول من قانون الألفية للملكية الرقميَّة تحت عنوان قانون تطبيق معاهدتيّ المنظَّمة العالميَّة للملكية الفكريَّة الخاصتين بحقوق النشر والتأليف والأداءات والتسجيلات الصوتيَّة. يعدِّل هذا الفصل من قانون حقوق النشر والتأليف الأمريكيّ حتى يضمن التزامه بمعاهدة المنظَّمة العالميَّة للملكية الفكريَّة الخاصة بحقوق النشر والتأليف، ومعاهدة المنظَّمة العالميَّة للملكية الفكريَّة الخاصّة بالأداءات والتسجيلات الصوتيَّة التي تبناهما مؤتمر المنظَّمة في شهر ديسمبر من عام 1996. تتألَّف المعاهدتين من شطرين كبيرين. يتضمن أولهما الأعمال التي تغطيها عدة معاهدات في قوانين منع النسخ الأمريكيَّة وتعطي الفصل عنوانه.
أمَّا الشطر الثاني فغالبًا ما يُشار إليه بأحكام قانون الألفية للملكية الرقميَّة لمكافحة التحايل. غيَّرت هذه الأحكام من المعالجات القانونيَّة تجاه التحايل على نظم منع النسخ (كذلك تُدعى باسم «إجراءات الحماية التقنيَّة»). تحوي هذه الفقرة عددًا من القيود والاستثناءات المحدَّدة فيما يخص أمورًا مثل الأبحاث الحكوميَّة والهندسة العكسيَّة ضمن حالات محدَّدة. ومع ذلك فتنص الفقرة 1201(c) من الفصل على عدم تغيير الفصل لجوهر انتهاك حقوق التأليف والنشر أو سبل انصافها أو دفاعاتها، ولم يجعل تلك الدفاعات متاحة في الإجراءات الخاصّة بالتحايل. لا يتضمن القسم إعفاءً خاصًّا بالاستخدام العادل أو شرطًا علميًّا، لذلك يمكن إناطة المسؤولية الجنائيَّة حتى بالتحايل غير المقصود للاستخدام في أغراضٍ مشروعة.

### الفصل الثاني: قانون محاسبة انتهاك حقوق التأليف والنشر على الإنترنت
يقع الفصل الثاني من قانون الألفية للملكية الرقميَّة تحت عنوان قانون محاسبة انتهاك حقوق التأليف والنشر على الإنترنت. يحمي هذا القانون مزودي خدمات الإنترنت ويخلق لهم ملاذًا آمنًا يحميهم من المحاسبة على انتهاك حقوق التأليف والنشر شريطة الوفاء بمتطلبات محدّدة. يتعين على مزودي خدمات الإنترنت الالتزام والعمل بتوجيهات محدَّدة تحميهم ضمن هذا الملاذ القانونيّ الآمن وأن يقوموا فورًا بمنع الوصول إلى المواد المُخالِفة المزعومة (أو إزالة هذه المواد من أنظمتهم) حين تلقيهم لإشعار بوقوع انتهاك من صاحب حقوق التأليف والنشر أو وكيل عن صاحب حقوق التأليف والنشر. كما يتضمن قانون محاسبة انتهاك حقوق التأليف والنشر على الإنترنت حكمًا خاصًّا بالإشعارات المقابلة تضمن لمزودي خدمة الإنترنت ملاذًا آمنًا يحميها من المساءلة القانونيَّة عندما يقوم أحد مستخدميهم بالادعاء أنَّ المادة أو المواد التي يُفترض انتهاكها لحقوق التأليف والنشر ليست بالحقيقة انتهاكًا. كما يعمل قانون محاسبة انتهاك حقوق التأليف والنشر على الإنترنت على تسهيل إصدار مذكرات استدعاء قانونيَّة بحق مزودي خدمة الإنترنت حتى يكشفوا عن هوية مستخدميهم.

### الفصل الثالث: قانون ضمان منافسة صيانة الحاسوب
يعدِّل الفصل الثالث من قانون الألفية للملكية الرقميَّة القسم رقم 117 من فصل حقوق التأليف والنشر حتى يستطيع كل من يقوم بإصلاح وصيانة الحواسيب بإجراء نسخ مؤقَّتة محدودة العدد خلال الأعمال التي يجريها على الحاسوب. يعكس هذا الفصل السابقة القانونيَّة في إحدى الدعاوى القضائيَّة العائدة لعام 1993.

### الفصل الرابع: أحكام متنوعة
يحتوي الفصل الرابع من قانون الألفية للملكية الرقميَّة على مجموعة متنوعة من الأحكام تحت العناوين الآتية:
- التوضيح والإضافة إلى مهام مكتب حقوق التأليف والنشر.
- إضافة نسخة مؤقَّتة للأحكام الخاصَّة بهيئات البث وما تشمله من تراخيص قانونيَّة.
- أحكام مُضافة لتسهيل التعليم عن بعد.
- أحكام مُضافة لمساعدة المكتبات في حفظ السجلات الخاصّة بالتسجيلات الصوتيَّة.
- أحكام مُضافة مُتعلِّقة بالتفاوض الجماعيّ ونقل حقوق الأفلام.

### الفصل الخامس: قانون حماية تصاميم هياكل السفن
يُضيف الفصل الخامس من قانون الألفية للملكية الرقميَّة قسمين بغرض ضمان حماية قانونيَّة بطبيعة خاصّة لتصاميم هياكل السفن. لم يعتبر القانون تصاميم هياكل القوارب مشمولة بقوانين حقوق التأليف والنشر على اعتبار أنَّ القوارب هي ممتلكات مفيدة لا يمكن فصل شكلها عن الوظيفة التي تؤديها على عكس السفن.

## استثناءات مكافحة التحايل
بالإضافة إلى الاستثناءات والملاذ القانوني الآمن الذي ينصُّ عليه قانون الألفية للملكية الرقميَّة صراحةً، فإن البند الأول من الفقرة 1201(a) يُخوِّل أمين مكتبة الكونغرس بإصدار استثناءات من الحظر المفروض على التحايل على إحدى أنظمة تقنيات التحكم في الوصول. تعطى هذه الاستثناءات عند إثبات الجهة المتقدِّمة بوجود آثار سلبيَّة كبيرة لأحد تقنيات التحكم بالوصول من شأنها تقييد أو الحد من الاستخدامات غير المخالفة للأعمال المحميَّة بحقوق التأليف والنشر.
تخضع قواعد الاستثناء لمراجعة خاصَّة كل ثلاث أعوام. يمكن للعامَّة تقديم اقتراحاتهم بخصوص الاستثناءات إلى مُسجِّل حقوق التأليف والنشر، وبعدها يعرض المُسجِّل توصياته بعد إجراء جلسات استماع وتعقيبات من العامَّة ليصدرها أمين المكتبة في النهاية. ينتهي سريان الاستثناءات بعد مضي ثلاث سنين من صدورها ويجب إعادة تقديمها لتدخل في دورة طرحها وإصدارها من جديد وهكذا دواليك. وبالتالي فلا تنطبق سوى الاستثناءات الصادرة حديثًا.

### دراسة الفقرة رقم 1201
أصدر مكتب حقوق التأليف والنشر دراسة تقييم في عمل الفقرة رقم 1201 بتاريخ 29 ديسمبر عام 2015. وجاء ذلك بعد تعرض الفقرة وعملية إقرار الاستثناءات كل ثلاث سنوات لانتقادات كثيرة (انظر أدناه). يختلف هذا عن التعليقات العامة حيال مقترحات الاستثناء حيث يشمل الدور الذي تمارسه أحكام مكافحة الاتّجار، والاستثناءات الدائمة، وشروط إقرار القواعد بحد ذاتها. أصدر مكتب حقوق التأليف والنشر إشعارًا استفساريًا يطلب فيه تعليقات عامة بخصوص الأمر.
أضافت مجموعة من المنظَّمات والأفراد عدة تعليقات. أشار أحدهم إلى وجود قيود على فقرة حقوق التأليف والنشر. ترى رابطة الناشرون الأمريكيون وجهات أخرى بأن ليس هناك ما يدعو إلى تعديل القانون أو تغيير عملية الإقرار تغييرًا كبيرًا حيث عبَّروا عن رضاهم بالحمايات الحاليَّة التي يضمنها القانون لحقوقهم ومن بينها الأحكام الخاصَّة بمكافحة الاتّجار. وتحدَّثوا عن الاستباق المغلوط الواقع عند المجادلة حول اشتراط الحصول على إثبات لعقلية المستهلكين عند تحقيقهم لاستفادة من أدوات التحايل قبل وقوع أعمال التحايل على أرض الواقع. برأيهم فإن معنى الفقرة 1201 يوسِّع من حقوق صاحب حقوق التأليف والنشر ولا ينسخها. في حين قالت جمعية أمناء الأرشيف الأمريكيون أنَّهم ليسوا بحد علمهم على دراية بتسبب أحكام مكافحة الاتّجار من الفقرة رقم 1201 بأي تأثير سلبي فيما يتعلق بردعها لانتهاك حقوق التأليف والنشر. بيدَّ أنَّهم يعلمون كيف خلقت الأحكام لحالة تناقضية لا مفر منها بالنسبة للأراشيف التي أرادت الالتزام بحرفية القانون. كما تحدَّثت شركة آيفيكست عن هذا التناقض الذي لا مفر منه عند تشديدها على نقطة أنَّ إثبات أهمية الاستثناء تقع على عاتق من طرحه مما يعني أنَّ عليهم مهمة إظهار وجود طلب كبير في السوق عليه في حال كان الأمر مستثنى قانونيًا. وأشار مشروع ميتاسبلوت إلى أنَّ قانون الألفية للملكية الرقميَّة يؤثر سلبًا على الأبحاث الأمنية القائمة على مبدأ حسن النية من خلال حظر الباحثين من التحايل على إجراءات الحماية التقنيَّة التي يستخدمونها بغية تحليل نقاط ضعف البرمجيات. هذا وقد أشارت عيادة قانون الإنترنت التابعة لكلية الحقوق بجامعة هارفرد إلى مدى تعقيد عملية إصدار الاستثناءات، والحلول المسهبة الخاصّة، فضلًا عن كون العملية مرهقة دون حاجة لذلك. دعا كل من الأساتذة أندريا ماتوايشن، وستيفن بيلوفن، ومات بليز، وجاي أليكس هالدرمان، وناديا هننغر، إلى جعل الاستثناء الخاص بالأبحاث الأمنيَّة (الذي أُقِرَّ في عام 2015) استثناءً دائمًا.
دعت الرابطة الأمريكيَّة لإعاقات التعلم بجعل الاستثناء القاضي بالتحايل على قيود إدارة الحقوق الرقميَّة من أجل الوفاء بما تقتضيه الحاجة من وصول لمواد معينة، استثناءً دائم السريان. استعرضت رابطة البرمجيات الترفيهيَّة وصفًا حيًّا ومفصَّلًا للسوق المزدهرة التي لما كان موجودة دون قانون الألفية للملكية الرقميَّة، إذ عبَّرت الرابطة عن قلقها العميق حيال الأشخاص ذوي الاحتياجات الخاصّة، ولكنَّها في نفس الوقت أشارت إلى معالجة أصحاب حقوق التأليف والنشر لدواعي القلق حول المواد الخاصة بهذه الفئة، وعليه فارتأت الربطة عدم وجود ما يدعو لاعتماد استثناء دائم النفاذ بشأن هذا الأمر.
كما قدَّمت الكثير من الجهات لتعليقات عامَّة حيال الأمر فكان منها معهد آر ستريت، والرابطة الأمريكيَّة للمكتبات القانونيَّة، ومنظَّمة تحالف البرمجيات، وتحالف مصنّعي المركبات الآليَّة، ورابطة الجامعات الأمريكيَّة (معها آخرين)، وتحالف حقوق التأليف والنشر، ومجلس السياسات العامّة التابع لرابطة آليّات الحوسبة، ورابطة البرمجيات وقطاع المعلومات، ورابطة التحكم بنسخ أقراص الفيديو الرقميَّة (معها أخرين)، وشركة مايكروسوفت، ورابطة التقانة التنافسيَّة، ومجموعة المعرفة العامَّة، والرابطة الأمريكيَّة للمركبات الآليَّة.
في يونيو عام 2017، نشر مكتب حقوق التأليف والنشر تقريرًا أعرب فيه عن مشاركته لدواعي القلق إزاء الفقرة رقم 1201 بما يتعلق بتأثيرها على نشاطات لا علاقة لها بتاتًا بانتهاك حقوق التأليف والنشر، ولكنَّه عبَّر في الوقت ذاته عن قلقه إزاء فكرة إضعاف ما وصفه بـ«حق أصحاب حقوق التأليف والنشر ممارسة قدر كافي من التحكم بشروط إتاحة أعمالهم على الإنترنت» والتي اعتبر المكتب أنَّها تلعب دورًا أساسيًا في تطور السوق الرقميَّة للمحتوى الإبداعيّ. أمَّا بخصوص قضية جعل استثناء التحايل الممنوح للأبحاث الأمنيَّة دائم السريان، بدلًا من إصداره كل ثلاث سنوات فأوصى التقرير الكونغرس بالنظر في توسيع شمولية الاستثناء، والتخفيف من شروط التفويض المشددة المفروضة على الباحثين، والقيود الموضوعة على استخدام المعلومات الناتجة عن هذه الأشخاص، وتوضيح (أو التخلي عن) الاختبار متعدّد العوامل. وعبَّر المكتب بهذا الصدد عن استمراره في الاعتقاد بأن الاستثناء الصادر حول الأمر في عام 2015 كان نقطة بداية مفيدة، وأشار إلى أنَّ معظم الباحثين في المجال الأمنيّ الذين دعوا لإقرار الاستثناء يتفقون على هذا الرأي.

### الاستثناءات القانونية السابقة
وافق مكتب حقوق النشر والتأليف على اعتماد استثنائين قانونيين في عام 2000، وأربعة استثناءات في عام 2003، وستة استثناءات في عام 2006 وعام 2010، وخمسة استثناءات في عام 2012، وتسعة استثناءات في عام 2015.

#### القواعد المعتمدة لدورة عام 2000
في عام 2000، أقرَّ المكتب في أول دورة الاستثناءات الآتية:
- المجموعات المتكوَّنة من قوائم مواقع ويب حظرتها آلية فلترة التطبيقات البرمجيَّة" (جُدِّد هذا الاستثناء عام 2003، ولكن لم يُجدَّد عام 2006).
- كما أُضِيف عليها استثناء الأعمال الأدبيَّة الشاملة لقواعد بيانات والبرامج الحاسوبيَّة المحميَّة بآليات تحكم بالوصول في حال عدم استطاعة تلك الآليات من تمكين الوصول نتيجة عيب أو خلل أو تقادم (جُدِّد هذا الاستثناء وحُدَّ منه في دورة عام 2003، وجُدِّد مرة أخرى في دورة عام 2006).

#### القواعد المعتمدة لدورة عام 2003
في عام 2003، أقرَّ المكتب الاستثناءات الآتية:
- جُدِّد الاستثناء الخاص بالفلترة من الدورة السابقة بعد تنقيحه.
- أمَّا استثناء الأعمال الأدبيَّة المتضَّمنة للبرامج الحاسوبيَّة من الدورة السابقة فقد حُجِّمَ ليصبح مقتصرًا على البرامج الحاسوبيَّة المحميَّة بالدونغلات التي تمنع الوصول نتيجة عيب أو خلل جراء تقادمها (جُدِّد هذا الاستثناء في دورة عام 2006، وجُدِّد مرة أخرى في دورة عام 2010).
- أُضِيف استثناء جديد خاص بالكتب الإلكترونيَّة التي أدَّت إجراءات الحماية التقنيَّة إلى تقويض استخدام برمجيات القراءة الجاهرة أو قارئات الشاشة عليها (جُدِّد هذا الاستثناء في دورة عام 2006، وجُدِّد مرة تلو الأخرى في دورات كل من عام 2010، وعام 2012، وعام 2015).
- كما أُضِيف استثناء جديد خاص بالبرامج الحاسوبيَّة وألعاب الفيديو الموزَّعة بصيغ مُتقادمة تتطلب وجود الوسيط أو العتاد الذي يمكن فيها من خلاله العمل (جُدِّد هذا الاستثناء في دورة عام 2006 فقط).

#### القواعد المعتمدة لدورة عام 2006
في عام 2006، أقرَّ المكتب الاستثناءات الآتية:
- جُدِّد الاستثناء الخاص بالبرامج الحاسوبيَّة المُتقادمة من الدورة السابق.
- جُدِّد الاستثناء الخاص بالبرامج الحاسوبيَّة المحميَّة بالدونغلات من الدورة السابقة.
- كذلك جُدِّد الاستثناء الخاص بالكتب الإلكترونيَّة من الدورة السابقة.
- كما أُضِيف استثناء جديد خاص بالتسجيلات الصوتيَّة بعد اكتشاف عيوب أمنيَّة في نظام للحماية من النسخ في بعض الأقراص المدمجة الصادرة عن شركة سوني (لم يُجدَّد هذا الاستثناء في الدورة اللاحقة).
- أُضِيف استثناء جديد خاص بالأعمال الصوتيَّة المرئيَّة الموجودة في مكتبة تعليميَّة جامعيَّة أو كليات دراسة العلوم السينمائيَّة والدراسات الإعلاميَّة في الجامعات (لم يُجدَّد هذا الاستثناء في الدورة اللاحقة).
- كما أُضِيف استثناء جديد يهدف إلى تمكين الهواتف اللاسلكيَّة من الاتصال بالشبكات اللاسلكيَّة. جُدِّد هذا الاستثناء بعد تنقيحه في الدورة اللاحقة ليخص بالذكر الأجهزة المشمولة به ويشترط الحصول على تفويض من مشغِّل الشبكة اللاسلكيَّة. هذا وقد أُضِيف استثناء آخر خاص بتوافقية برمجيات أجهزة الهواتف اللاسلكيَّة في الدورة اللاحقة.

#### القواعد المعتمدة لدورة عام 2010
كان من المقرَّر عقد الدورة على موعدها في عام 2009، ولكن أدَّى تأخر صدور الاستثناء الأخير إلى صدور القواعد في العام التالي. أقرَّ المكتب في هذه الدورة الاستثناءات الآتية:
- الأفلام المحفوظة على أقراص الفيديو الرقميَّة والمصنوعة والتي حُصِل عليها بطريقة مشروعة والمحميَّة بنظام بعثرة المحتوى عندما يتم التحايل فقط من أجل تضمين مقتطفات قصيرة من الفيلم في أعمال جديدة بغرض نقده أو التعقيب عليه، وعند اعتقاد الشخص الذي يقوم بالتحايل بوجود أسباب معقولة لضرورة هذا التحايل بغية تحقيق غرض من أغراض الاستعمال في الحالات الآتية:
  - الاستعمال لأغراض تعليميَّة من قِبل الكليات الجامعيَّة، وأساتذة الجامعات، وطلاب الدراسات السينمائيَّة والإعلاميَّة.
  - صناعة الأفلام الوثائقيَّة.
  - الصيغ المُتقادمة من البرمجيات وألعاب الفيديو.
  - الفيديوهات غير التجاريَّة (استثناء جديد في دورة عام 2010 مشابه لاستثناء سابق خاص بالأغراض التعليميَّة).
- البرامج الحاسوبيَّة التي تمكِّن أجهزة الهواتف اللاسلكيَّة من فتح التطبيقات البرمجيَّة بالبرامج الحاسوبيَّة على أجهزة الهاتف عندما يتم التحايل فقط من أجل تمكين توافقية هذه التطبيقات شرط الحصول عليها بطريقة مشروعة (استثناء جديد في دورة عام 2010).
- البرامج الحاسوبيَّة المتاحة بصيغة برمجيَّة بحتة أو برمجيَّة ثابتة والتي تُمكِّن أجهزة الهواتف اللاسلكيَّة المُستعملة من الاتصال بشبكة اتصالات لاسلكيَّة عن بعد عندما يتم التحايل من قِبل صاحب نسخة البرنامج الحاسوبيّ فقط من أجل الاتصال بشبكة اتصالات لاسلكيَّة عن بعد وأن يكون الوصول للشبكة حاصلًا على تفويض الشبكة نفسها (استثناء منقَّح من نسخة مشابهة من الدورة السابقة).
- ألعاب الفيديو المُتاحة على الحواسيب الشخصيَّة والمحميَّة بإجراءات حماية تقنيَّة تتحكم بالوصول إلى أعمال تم الحصول عليها بطريقة مشروعة عندما يتم التحايل فقط من أجل الاختبار بنوايا حسنة بغرض التقصي أو تصحيح ثغرات أمنيَّة أو نقاط ضعف في حال:
  - توظيف المعلومات المُشتَّقة من الاختبار الأمنيّ لتعزيز مستوى أمان صاحب أو مشغِّل الحاسوب أو النظام الحاسوبيّ أو الشبكة الحاسوبيَّة.
  - توظيف أو إبقاء المعلومات المُشتَّقة من الاختبار الأمنيّ بطريقة لا تُسهِّل انتهاك أو خرق القانون المنطبق (استثناء جديد في دورة عام 2010).
- البرامج الحاسوبيَّة المحميَّة بالدونغلات التي تمنع الوصول نتيجة عيب أو خلل أو جراء تقادمها. تُعتبر الدونغل مُتقادمة في حال توقف تصنيعها أو في حال عدم توفر قطع التبديل أو الصيانة في الأسواق التجاريَّة بدرجة معقولة (استثناء مُجدَّد من دورة عام 2006 بالرجوع إلى استثناء مشابه من دورة عام 2003).
- الأعمال الأدبيَّة الموزَّعة بصيغة الكتب الإلكترونيَّة في حال كانت جميع نسخ العمل المُتاحة بصيغة الكتاب الإلكترونيّ (بما تتضمنه من نسخ رقميَّة نصيَّة متوفرة من قبل جهات مُفوَّضة) تحوي على سبل تحكم بالوصول تمنع تفعيل عمل وظيفة القراءة الجاهرة أو قارءات الشاشات التي تحوِّل النص إلى صيغة خاصّة (استثناء مُجدَّد من دورة عام 2006 بالرجوع إلى استثناء مشابه من دورة عام 2003).

#### القواعد المعتمدة لدورة عام 2012
في عام 2012، أقرَّ المكتب الاستثناءات الآتية:
- الأعمال الأدبيَّة الموزَّعة إلكترونيًا والمحميَّة بإجراءات تقنيَّة تمنع تفعيل وظيفة القراءة الجاهرة أو تتدخل في عمل قارءات الشاشات أو غيرها من التطبيقات والتقانات المُساعِدة الأخرى.
- البرامج الحاسوبيَّة التي تُمكِّن الهواتف الذكيَّة والأجهزة الحاسوبيَّة المحمولة متعدِّدة الأغراض من فتح تطبيقات برمجيَّة تم الحصول عليها بطريقة مشروعة عندما يتم التحايل فقط من أجل تمكين توافقية هذه التطبيقات مع برامج حاسوبيَّة موجودة على الهاتف الذكي أو الجهاز، أو من أجل تمكين إزالة البرمجيَّة من الهاتف الذكي أو الجهاز.
- البرامج الحاسوبيَّة التي تُمكِّن أنواعًا محدَّدة من الأجهزة اللاسلكيَّة من الاتصال بشبكة اتصالات لاسلكيَّة عن بعد عندما يتم التحايل فقط من أجل الاتصال بشبكة اتصالات لاسلكيَّة عن بعد وأن يكون الوصول للشبكة حاصلًا على تفويض الشبكة نفسها.
- الأفلام المحفوظة (إضافةً إلى الفيديوهات والعروض التلفازيَّة) بموجب اللوائح المنصوص عليها عندما يتم التحايل فقط من أجل تضمين مقتطفات قصيرة من الفيلم (إضافةً إلى الفيديوهات والعروض التلفازيَّة) في أعمال بغرض النقد أو التعقيب في حالات مُحدَّدة.
- الأفلام وغيرها من الأعمال الصوتيَّة المرئيَّة المحفوظة على أقراص الفيديو الرقميَّة والمحميَّة بنظام بعثرة المحتوى، أو الموزَّعة من قبل إحدى خدمات الإنترنت والمحميَّة بإجراءات تِقنيَّة تتحكم بالوصول لهذه الأعمال عندما يرتبط التحايل بإضافة تعليقات نصيَّة وتوظيف تقنيات صوتيَّة وصفيَّة.

#### القواعد المعتمدة لدورة عام 2015
في عام 2015، أقرَّ المكتب الاستثناءات الآتية:
- الأفلام المحفوظة (إضافةً إلى الفيديوهات والعروض التلفازيَّة) بموجب اللوائح المنصوص عليها عندما يتم التحايل فقط من أجل تضمين مقتطفات قصيرة من الفيلم (إضافةً إلى الفيديوهات والعروض التلفازيَّة) في أعمال بغرض النقد أو التعقيب في حالات مُحدَّدة.
- الأعمال الأدبيَّة الموزَّعة إلكترونيًا والمحميَّة بإجراءات تقنيَّة تمنع تفعيل وظيفة القراءة الجاهرة أو تتدخل في عمل قارءات الشاشات أو غيرها من التطبيقات والتقانات المُساعِدة الأخرى.
- البرامج الحاسوبيَّة التي تُمكِّن الأنواع التالية من الأجهزة اللاسلكيَّة من الاتصال بشبكة اتصالات لاسلكيَّة عن بعد عندما يتم التحايل فقط من أجل الاتصال بشبكة اتصالات لاسلكيَّة عن بعد وأن يكون الوصول للشبكة حاصلًا على تفويض الشبكة نفسها.
- البرامج الحاسوبيَّة التي تُمكِّن الهواتف الذكيَّة والحواسيب اللوحيَّة والأجهزة الحاسوبيَّة المحمولة متعدِّدة الأغراض وأجهزة التلفاز الذكيَّة من فتح تطبيقات برمجيَّة تم الحصول عليها بطريقة مشروعة عندما يتم التحايل فقط من أجل تمكين توافقية هذه التطبيقات مع برامج حاسوبيَّة موجودة على الهاتف الذكي أو الجهاز، أو من أجل تمكين إزالة البرمجيَّة من الهاتف الذكي أو الجهاز.
- البرامج الحاسوبيَّة الداخلة ضِمن أو المُتحكِّمة بعمل وظيفة المركبات الآليَّة البريَّة مثل السيَّارات أو المركبات التجاريَّة أو المركبات الزراعيَّة الميكانيكيَّة عدا البرامج الحاسوبيَّة المُصمَّمة في المقام الأول للتحكّم بأنظمة المعلوميَّات البُعديَّة أو الترفيهيَّة لهكذا مركبات عندما يكون التحايل خطوة ضروريَّة يقوم بها صاحب المركبة المُفوَّض من أجل تمكين إجراء فحص أو إصلاح أو تعديل مشروع على وظيفة المركبة.
- البرامج الحاسوبيَّة عندما يتم التحايل على جهاز أو آلة حُصِلَ عليها بطريقة مشروعة والتي يُشغِّلها البرنامج الحاسوبيّ فقط بغرض إجراء بحوث أمنيَّة بنوايا حسنة دون مخالفتها لأي من القوانين المُنطبقة.
- ألعاب الفيديو الموجودة على شكل برامج حاسوبيَّة والمُضمَّنة في صيغ ملموسة أو قابلة للتحميل والتي حُصِلَ عليها بطريقة مشروعة كألعاب كاملة عند توقف صاحب حقوق التأليف والنشر أو مُمثِّله المُفوَّض عن إتاحة الوصول إلى الخادم الحاسوبيّ الخارجيّ الضروري لتسهيل عملية المصادقة من أجل تمكين اللعب القانوني باللعبة.
- البرامج الحاسوبيَّة التي تُشغِّل طابعات ثلاثية الأبعاد والتي توظِّف إجراءات تقنيَّة تعتمد على الرقاقات المُدمجة من أجل حد استخدام قيم التغذية عندما يتم التحايل فقط من أجل استعمال قيم تغذية بديلة وليس من أجل الوصول إلى برمجيات تصميم أو ملفات تصميم أو بيانات خاصّة.
- الأعمال الأدبيَّة المكوَّنة من مجموعات من البيانات التي تولِّدها الأجهزة الطبيَّة والتي تكون مزروعة جزئيًا أو كليًا في الجسم أو المُولَّدة من خلال أنظمة مراقبة شخصيَّة رديفة حيث يتم التحايل من قِبل المريض فقط من أجل الوصول إلى البيانات التي ولَّدها جهازه أو نظام المراقبة خاصته بطريقة مشروعة.

## انتقادات

### إساءة استخدام إشعار الإزالة
أدَّعت غوغل وقوع إساءة لاستخدام قانون الألفية للملكية الرقميَّة في دعوى رفعتها على قانون حقوق النشر والتأليف النيوزيلنديّ حيث استشهدت الشركة بنتائج دراسة تعود لعام 2005 أجرتها باحثتان أكاديميتان من ولاية كاليفورنيا تُدعيان لورا كويتلر، وجينفر أوربان عادتا فيها إلى بيانات من دار المقاصَّة الخاص بمشروع لومن. شكَّلت نسبة إشعارات الإزالة التي استلمتها غوغل من شركات استهدفت فيها شركات منافسة لها أكثر من النصف (57%)، وكان أكثر من الثلث الأخر من هذه الإشعارات (37%) ادعاءات حقوق تأليف ونشر «غير جائزة» على حد وصف الشركة.
يمكن تقسيم أشكال إساءة استخدام قانون الألفية للملكية الرقميَّة حاليًا إلى ثلاث مجموعات. أولًا، كان الاستعمال العادل منطقة قانونيَّة يصعب فيها تحديد الأمور على نحو واضح وهي تخضع لتفسيرات تتعارض مع بعضها البعض. أدَّى هذا إلى التسبّب بتفاوت في طريقة معاملة الحالات الفرديَّة. ثانيًا، غالبًا ما تذَّرعت الشركات الكبيرة بقانون الألفية للملكية الرقميَّة إلى درجة زائدة عن حدِّها لصالحها على حساب الأطراف الصغيرة. أدَّى هذا إلى إزالة عرضيَّة لمحتويات غير مخالفة مثل قيام شركة تسجيلات موسيقيَّة بإزالة فيديو موسيقيّ مُصوَّر بالخطأ لأحد الموسيقيين المتعاقدين مع الشركة. ثالثًا، شجَّع عدم وجود عواقب تصيب أصحاب الادعاءات الباطلة على ممارسة الرقابة حيث أدَّى هذا إلى حوادث إزالة مؤقَّتة لمحتوى غير مخالف مما عاد بأضرار ماليَّة على صاحب حقوق النشر الأصلي الذي ليس له حق المطالبة بتعويض عن خسارته. استخدمت بعض الأعمال التجاريَّة هذه الطريقة المسيئة من أجل فرض رقابة على منافسيها.

### إساءة استخدام حكم مكافحة التحايل
في عام 2015، قامت شركة فولكسفاغن بإساءة استخدام قانون الألفية للملكية الرقميَّة حتى تغطي على تجاوز عرباتها لمستويات محدَّدة من الانبعاثات. فقد اُقترِحَ أنَّه لو لم يمنع القانون من الوصول إلى البرمجية لكان أحد الباحثين الحاصلين على إمكانية وصول قانونية لبرمجية فولكسفاغن قد قام باكتشاف الكود الذي غيَّر كيفية عمل السيَّارات خلال الاختبارات.

### التأثيرات على معدات الفيديو التناظرية
صُمِّمت تقنية حماية النسخ التناظريّ وهي تقنية تشفير ابتكرتها شركة روفي حتى تحبط محاولات المستخدمين الرامية لإعادة إنتاج المحتوى من خلال الكابلات التناظريَّة. تقوم تقنية حماية النسخ التناظريّ بالتشويش الجزئيّ أو الكليّ لنسخة أحد أقراص الفيديو الرقميّ عند تشغيلها على كابل فيديو تناظريّ ومحاولة تسجيلها باستخدام مُسجّل فيديو.
تعمل هذه التقنية من خلال إضافتها لخطوط إضافيَّة على إشارة الفيديو. يظهر معيار إن تي إس سي للفيديو خطوط فارغة (فواصل عموديَّة) لا يمكن للمستخدم رؤيتها والتي تُستخدم لوظائف عدة مثل الترجمة النصيَّة. تستخدم شركة روفي هذه الخطوط الفارغة لتطبيق تقنية حماية النسخ التناظريّ.
اتصفت نظرة بعض هواة الفيديو لتطبيق هذه التقنية بالسلبية. العديد يدَّعون أن التقنية أدَّت إلى حدوث مشاكل بالإشارة في مسجِّلات الفيديو ومعدات الفيديو التناظريَّة حيث أخطأت بعض المسجِّلات في قراءة التشفير المُستخدم لمنع حدوث نسخ وقامت بالتشويش على صورة الفيديو بغض النظر عن كون التسجيل أصليَّا أو منسوخًا.
اُنتقِد قانون الألفية للملكية الرقميَّة لإجباره جميع مُنتجي معدات الفيديو التناظريَّة على دعم تقنية حماية النسخ المملوكة لشركة روفي وهي شركة تجاريَّة. إذ ألزم القانون منتجي معدّات الفيديو لدعم وتطبيق التقنية المملوكة لهذه الشركة. وهذا عاد على شركة روفي بالنفع الماليّ، في حين لم تحصل الشركات التي أُلزِمت باستخدام التقنية على أرباح أو تعويضات.
وعلاوة على ذلك، انتقد البعض تطبيق تقنية حماية النسخ التناظريّ باعتبارها انتهاك لحقوق الاستعمال العادل. يستخدم منتج لبث البرامج التلفزيونيَّة يدعى سلينغبوكس الإشارات التناظريَّة لتحويل الفيديو من التلفاز لجهاز محمول، ولكن التشفير الذي تستخدمه تقنية حماية النسخ التناظريّ يمنع انتقال الإشارة مما يجعل هذه المنتج غير قابل للاستخدام. كما تمنع هذه التقنية استخدام التسجيل لأغراض تعليميَّة حيث لم يستطع الطلاب في عدة حالات التسجيل من مصادر كبليَّة بصورة سليمة نتيجة القيود التي تفرضها هذه التقنية.

### التأثير على البحوث
أثَّر قانون الألفية للملكية الرقميَّة على الباحثين العاملين في مجال علم التعمية حيث قد يعتبر البعض أنَّ بحثًا في تحليل الشفرات قد يُعدّ مخالفًا أو يخالف قانون الألفية للملكية الرقميَّة. كان اعتقال المبرمج الروسيّ ديمتري سكلياروف عام 2001 بتهمة انتهاكه للقانون مثالًا شهيرًا على استخدام القانون لمعاقبة ومنع تطوير إجراءات مكافحة إدارة الحقوق الرقميَّة. طوَّر سكلياروف خلال فترة عمله لصالح شركة إلكومسوفت في روسيا تطبيقًا برمجيًا يُمكِّن المستخدمين من إزالة معلومات تقييد الاستخدام من الكتب الإلكترونيَّة المحميَّة وهو نشاط مشروع غير مخالف للقانون في روسيا والولايات المتَّحدة. ومع ذلك كان التناقض أنَّ تقديم هكذا أداة في الولايات المتَّحدة بموجب قانون الألفية أصبح محظورًا. اُعتقِل سكلياروف في الولايات المتَّحدة بعد إلقاءه لخطاب في ديف كون وقضى بعدها نحو شهر في السجن. كما أدَّى هذا القانون إلى تأثير مثبط في صفوف المستخدمين النظاميين مثل طلاب بحوث تحليل الشفرات (ومن بينهم في القضية الشهيرة للأستاذ إدوارد فيلتن ومجموعة من الطلاب في جامعة برينستون)، والمستشارين الأمنيين مثل نيل فيرغسون الذي رفض نشر معلومات حول نقاط الضعف التي اكتشفها في مخطط تأمين حاسوبي لإنتل بسبب خوفه من الاعتقال عند سفره للولايات المتَّحدة بموجب قانون الألفية.

### التأثير على الابتكار والمنافسة
استخدمت مشاريع برمجيات مفتوحة المصدر قانون الألفية للملكية الرقميَّة في قضية واحدة على الأقل من أجل الدفاع عن تحويل البرمجيات (أي مخالفات الشهادة) التي تضمنت إزالة الإشعارات الخاصَّة بحقوق النشر.

### الإصلاح والمعارضة
حاول أعضاء من الكونغرس الأمريكي لعدة مرات تعديل القانون. قدِّم مشروع قانون رفع الحظر عن التقانة لعام 2013 في محاولة لاستثناء الاستخدامات غير المخالفة من أحكام مكافحة التحايل، ولكن الكونغرس لم يُقر مشروع القانون هذا. في عام 2014، أقرَّ الكونغرس مشروع قانون رفع الحظر عن اختيارات المستهلك والمنافسة اللاسلكيَّة الذي أعطى استثناءً خاصًّا برفع الحظر عن الهواتف الخلويَّة دون أن يؤثِّر على الأحكام الأخرى من قانون الألفية للملكية الرقميَّة.
في عام 2015، طُرِح مشروعي قانون وهما مشروع قانون رفع الحظر عن التقانة لعام 2015، ومشروع قانون كسر حواجز الابتكار لعام 2015. كما فكر الجمهوريون بإقرار تشريع يخص القانون بعدما أصبح واضحًا أنَّ الفقرة رقم 1201 تعوق أمن الولايات المتَّحدة. وفي ظل مواجهتهم لعدد من التهديدات السيبرانيَّة فقد تقدَّم باحثو الأمن السيبراني بالتماس حتى يتمكنوا من إجراء البحوث التي تمكنهم من مواكبة مخاطر ونقاط ضعف الأمن السيبراني قائلين: «دون استثناء كهذا فإنَّ الأخطار الأمنيَّة ستظل قائمة دون معالجة وسيكون العامَّة أقل أمانًا.» يهدف مشروعا القرار إلى معالجة حقيقة أنَّ الفقرة رقم 1201 تمنع التحايل حتى في الحالات التي لا يكون فيها الأمر خرقًا لحقوق التأليف والنشر. كما تُحمِّل الفقرة الداعين للحصول على استثناء مهمة إثباتهم لدواعي الاستثناء عند انعقاد دورة المراجعة الجديدة، وذلك بدلًا من وجود افتراض مُسبق ينظر في تجديده دون الاضطرار إلى تكرار عملية اعتماد استثناء كانت قد أُثبِتت دواعيه مسبقًا.
قاد عضو الكونغرس عن ولاية فرجينيا ريك بوتشر الجهود المبذولة السابقة في هذا الشأن حيث قدَّم مشروع قانون حقوق المستهلكين بالإعلام الرقميّ. ومن مشاريع القوانين المطروحة المتعلقة بقانون الألفية للملكية الرقميَّة هنالك مشروع قانون النطاق العريض الخاص بالمستهلك وتعزيز التلفزيون الرقمي الذي كان في بداية صياغة مسودته يُعرف باسم قانون النظم الأمنية والتصديق المعياريّ. كان من شأن مشروع القانون هذا التعامل مع الأجهزة المستخدمة للوصول إلى المحتوى الرقميّ لو صوَّت الكونغرس عليه، حتى أنَّه لكان أكثر تشديدًا من قانون الألفية.
وثَّقت مؤسسة التخوم الإلكترونيَّة في الذكرى الخامسة لصدور قانون الألفية للملكية الرقميَّة وفي عدة مناسبات أخرى التبعات السلبيَّة لأحكام مكافحة التحايل حيث وثَّقوا أنَّ القانون يعمل على:
1. يخنق حرية التعبير مثل استخدامه ضد المبرمج الروسيّ ديمتري سكلياروف، والأستاذ في جامعة برينستون إدوارد فيلتن، وعدد من الصحفيين.
2. يعرِّض مبدأ الاستعمال العادل للخطر.
3. يعوق المنافسة مثل حظره للمنافسة في الأسواق الثانويَّة في مجالات خراطيش حبر الطابعات، وفاتحات أبواب المَرَائِب المنزليَّة، وتطبيق المنصات المغلقة على أجهزة الآي بود.[69][70]
4. يتدخل في قوانين التسلل الحاسوبيّ.[71]

في يوليو عام 2016، رفعت مؤسسة التخوم الإلكترونيَّة دعوى على الحكومة الأمريكيَّة بداعي أنَّ الفقرة رقم 1201 من القانون تنتهك التعديل الأول من دستور الولايات المتَّحدة.
تفاقمت آثار قانون الألفية نتيجة توسيع شمولية حقوق التأليف والنشر. هذا وقد عبَّرت مؤسَّسة التخوم الإلكترونيَّة عن عدم استحبابها الكبير للأثار الناتجة عن قانون سوني بونو لتمديد مدة حقوق التأليف والنشر، وتحديدًا تمديد المدة الزمنيَّة التي تظل فيها الأعمال المُنشَأة محمية قانونيًا. استشهدت المؤسَّسة بدراسة أجراها روفوس بولوك حول المدة الزمنيَّة الأمثل لبقاء الأعمال محمية بموجب حقوق التأليف والنشر. خلص بولوك إلى أنَّ المدة الأمثل التي تؤدي فيها حماية حقوق النشر عملها بأفضل طريقة ممكنة كانت أربعة عشر عامًا. ترى المؤسَّسة أن جميع الآثار الجانبيَّة الناتجة جراء قانون سوني بونو لتمديد مدة حقوق التأليف والنشر هي أثار سلبيَّة بالنسبة لجميع الأطراف الداخلة عدا الشركات الإعلاميَّة. ما يعني أنَّ القانون فعليًا يفيد الشركات الإعلاميَّة فقط.

## وصلات خارجية
- مُلخّص مكتب حقوق التأليف والنشر الأمريكيّ حول القانون (بالإنجليزية)
- مؤسّسة ويكيميديا - قانون الألفية للملكية الرقميَّة (بالإنجليزية)
- الفصل السابع عشر من قانون الولايات المتّحدة - كلية الحقوق بجامعة كورنيل (بالإنجليزية)
- عشر سنوات على قانون الألفية للملكية الرقميَّة - مؤسّسة التخوم الإلكترونيّة (بالإنجليزية)
- دليل المواطن إلى قانون الألفية للملكية الرقميَّة (بالإنجليزية)